# Legenda Herkulesa
Legenda Herkulesa (ang. The Legend of Hercules) – amerykański film 3D fantasy z 2014 roku w reżyserii Renny’ego Harlina. Zdjęcia kręcono w Bułgarii.

## Fabuła
Akcja filmu rozgrywa się w roku 1200 p.n.e. w Starożytnej Grecji. Król Amfitrion z Tyrynsu najeżdża Argos. Ostatecznie w walce zabija króla Galenusa i zdobywa swoje królestwo. Królowa Alkmena jest oburzona pragnieniem męża i zwraca się do Hery o wskazówki. Alkmena daje się posiąść Zeusowi, by otrzymać syna z przeznaczeniem obalenie tyranii króla. Amfitrion nazywa swojego nowego „syna” Alcides, chociaż Alkmena potajemnie przyznaje się do prawdziwego imienia Herkules. Jedynym tego świadkiem jest Chiron, lojalny doradca królowej.
Dwadzieścia lat później książę Alcides (Herkules) zakochuje się w księżniczce Hebe z Krety. Jednak Hebe została obiecana jego starszemu bratu Ifiklesowi. Oszukany przez ojczyma Herkules, trafia do Egiptu i zostaje tam sprzedany do niewoli.

## Obsada
- Kellan Lutz – Herkules/Alcides[7]
- Gaia Weiss – Hebe
- Scott Adkins – król Amfitrion
- Roxanne McKee – królowa Alkmena
- Liam Garrigan – Ifikles
- Liam McIntyre – Sotiris
- Rade Šerbedžija – Chiron
- Johnathon Schaech – Tarak
- Luke Newberry – Agamemnon
- Jukka Hildén – Kreon
- Kenneth Cranham – Lucius
- Mariah Gale – Kakia
- Sarai Giwaty – Safira
- Richard Reid – łucznik
- Spencer Wilding – Humbaba
- Bashar Rahal – dowódca batalionu

## Nagrody i nominacje
| Nagroda               | Data ceremonii   | Kategoria                                     | Odbiorca                                          | Rezultat  |
| --------------------- | ---------------- | --------------------------------------------- | ------------------------------------------------- | --------- |
| Złota Malina          | 14 stycznia 2015 | Złota Malina za Najgorszy film                | –                                                 | Nominacja |
| Złota Malina          | 14 stycznia 2015 | Najgorsze prequel, remake, rip-off lub sequel | –                                                 | Nominacja |
| Złota Malina          | 14 stycznia 2015 | Złota Malina dla najgorszego aktora           | Kellan Lutz                                       | Nominacja |
| Złota Malina          | 14 stycznia 2015 | Złota Malina dla najgorszej aktorki           | Gaia Weiss                                        | Nominacja |
| Złota Malina          | 14 stycznia 2015 | Złota Malina dla najgorszego reżysera         | Renny Harlin                                      | Nominacja |
| Złota Malina          | 14 stycznia 2015 | Złota Malina za najgorsze ekranowe połączenie | Kellan Lutz i jego abs, jego pecs lub jego glutes | Nominacja |
| Teen Choice Awards    | 10 sierpnia 2014 | Dobór aktora filmowego akcji                  | Kellan Lutz                                       | Nominacja |
| Young Hollywood Award | 28 lipca 2014    | Super superbohater                            | Kellan Lutz                                       | Nominacja |